# Cymolomia cyanosticha
Cymolomia cyanosticha är en fjärilsart som beskrevs av Clarke 1976. Cymolomia cyanosticha ingår i släktet Cymolomia och familjen vecklare. Inga underarter finns listade i Catalogue of Life.